# 猫の踊り子ミミ
猫の踊り子ミミ（ねこのおどりこミミ）（旧名称：道の駅アイドルミミ）は、日本の女性アイドルグループで、静岡県田方郡函南町の「道の駅 伊豆ゲートウェイ函南」を拠点に活動するアイドルパフォーマンスユニットであった。メンバー5人全員が静岡県東部・伊豆地域の出身。2024年3月3日を持って解散した。

## 略歴
2019年5月にダンサー・振付師の辻本知彦をプロデューサーに迎え、函南町の魅力をダンス映像で表現する取り組み「猫の踊り子プロジェクト」が始動。当初は函南町を中心に参加者を募り、ダンスレッスンを経て函南町のロケ地で踊るという「函南町プロモーションビデオ」の製作が中心だったが、継続的なプロジェクトとしてアイドルグループ構想が始動。参加者からのセレクションと公開オーディションによって11名のメンバーが選ばれ、2019年8月3日、函南町最大のイベント「第32回かんなみ猫おどり」にてデビューした。
デビュー曲は前述のプロモーションビデオのために朝日 廉が作詞・作曲した楽曲「それもまたニャンダフル」（なお、オリジナルバージョンの楽曲歌唱はシンガーソングライターユニット「ぷらそにか」の小玉ひかり）。
2019年12月から道の駅 伊豆ゲートウェイ函南で、公式キャラクターである河童のゆるキャラ「マモリくん」がダンスパフォーマンスを行う「マモリくんグリーティングショー」に参加する形で定期公演をスタート（2020年2月から「マモリくんグリーティング ＆ 道の駅アイドルミミパフォーマンス」に変更） 。以降、月３～４回のペースで道の駅でのショーケースを行うほか、函南町を中心にイベント出演を行っている。函南町の魅力を発信しながら「函南町の看板娘」としてまちの人々に愛される存在になることを目指している。 
2021年2月22日に2ndシングル『とおくへいきたい』をリリース。作詞作曲をタテジマヨーコ、編曲をタコヤキが担当した。同曲はコロナウィルス以降のコミュニケーションの在り方が制限される中で気持ちを伝える事の難しさやもどかしさを切りとった切ないバラード。 
その後2021年3月で旧体制を終了し、2021年4月から新体制となり、名前を新たに『猫の踊り子ミミ』とし5名で活動を開始した。ステージパフォーマンスや衣装などすべてセルフプロデュースで行い、活動は函南町だけに留まらず、イベントやSNSを活用し全国への活動や様々なイベント出演などを行なっている。
2022年8月に3rdシングル『うちラ』をリリース。作詞はミミ、楽曲提供は21世紀音楽隊。
曲中でメンバーの自己紹介のある、盛り上がる曲になっている。
2023年7月、4thシングル『LOVEきゅん』リリース。(作詞曲・KOTOBUKI)
同日にミミ初となるワンマンライブを【2024年03月03日・ LIVE ROXY SHIZUOKA】にて開催することを発表。
2023年8月、5thシングル『キミミライ列車』リリース。(作詞mio.作曲しんちゃん.編曲21世紀音楽隊)
2023年12月、6thシングル『ドキッ！！』リリース。(作詞曲・KOTOBUKI)
2024年3月3日、LIVE ROXY SHIZUOKAにてグループ初のワンマンライブかつ解散ライブとなる【キミミライDREAM】を開催。総動員数は133人以上になった。

## メンバー
| メンバー | 誕生日   | カラー | キャッチコピー           | 備考 |
| -------- | -------- | ------ | ------------------------ | --- |
| あかり   | 11月17日 | 赤     | みんなを照らすそのヒカリ | |
| さーや   | 9月17日  | 黄     | 太陽サンサン！Peaceful   | 解散後はダンサーとして活動。 |
| りょうま | 10月10日 | 青     | 瞳であなたを魅了する     | 解散後、演劇コメディユニット「BACK ATTACKERS」に参加：舞台女優活動。 |
| ゆーあ   | 6月13日  | 緑     | 笑顔の秘密はマイペース   | |
| こころ   | 4月24日  | ピンク | 大きなハートを届けたい   | 2024年4月22日、ソロデビュー。2024年9月12月、静岡市の芸能事務所 miuzic Entertainmentへの移籍を発表。同年12月8日のライブを持ってねこのおどりこ運営のイベントを終了し、正式にmiuzicヘの移籍となった。 |

## 旧体制メンバー
函南町が「伊豆の玄関口」であることから、メンバーは伊豆地域の地名にちなんだ苗字で活動。
| メンバー                          | キャッチコピー                                                                             | 備考                       |
| --------------------------------- | ------------------------------------------------------------------------------------------ | -------------------------- |
| 伊東恋娘 （いとう ここ）          | ポジティブモンスター略して「ポジモン」 ポジここ、ゲットだぜ！                              |                            |
| 熱海百香 （あたみ もか）          | あなたの心にスマッシュ！ サービスエースが止まらない                                        |                            |
| 函南心花 （かんな みか）          | 海でもサーフィン ネットでもサーフィン 時代の波に乗っていく                                 |                            |
| 西伊豆綾舞 （にしいずりょーま）   | らりるれりょうまで、みんなを魅了 赤面りょうまもりょうまの魅力                              | 後 猫の踊り子ミミ メンバー |
| 松崎桃猫 （まつざき ももね）      | 気の向くまま 猫がまま 函南のオドリコ最強ネコ                                               |                            |
| 東伊豆ユイ （ひがしいず ゆい）    | ここで出会ったが100年め もうみんなうちらの兄弟 家では末っ子だけど ここではみんなのねーねー |                            |
| 伊豆の国桜絢 （いずのくにさーや） | 太陽sunsun 南国の贈り物 ゴーヤさーや                                                       | 後 猫の踊り子ミミ メンバー |
| 下田星 （しもだ あかり）          | あかり ひかり そのあたり 暗闇てらす月明かり                                                | 後 猫の踊り子ミミ メンバー |
| 伊豆寿奈 （いず じゅな）          | 石橋は叩いてわたりません！ 誰も行かない道を行く                                            |                            |
| 沼津遊愛 （ぬまづ ゆうあ）        | なんでもゆうあ、私はゆうわ！ 将来の夢は料理人                                              | 後 猫の踊り子ミミ メンバー |
| 河津 来々桜 （かわづ こころ）     | 背はちっちゃいけど 大きいこころ 末っ子こころ                                               | 後 猫の踊り子ミミ メンバー |
| 三島凛音 （みしま りのん）        | りんりんりん あなたの心の音鳴らす 愛の爆弾 みしまりのん                                    | 後 no Filter メンバー      |